# Људска сексуална активност
Људска сексуална активност или људско сексуално понашање се односи на начине на који људи доживљавају и изражавају своју сексуалност. Људи се, с времена на време и из различитих разлога, упражњавају секс. Сексуална активност резултира у сексуалном узбуђењу и физиолошким променама код узбуђене особе, од којих су неке изражене, док су друге више суптилне. Сврха сексуалне активности код људи се најчешће своди на постизање оргазма. Сексуална активност такође укључује понашања и активности којима је намера побудити сексуални интерес других особа, на пример примена разних стратегија за проналажење или привлачење партнера (удварање и властито приказивање), односно личне интеракције између појединаца, што укључује флерт и предигру.
Људска сексуална активност има биолошки, физички и емоционални аспект. У биолошком смислу се односи на репродуктивни механизам, као и основне биолошки нагон који постоји у свим врстама и може обухватити сексуални чин и сексуални контакта у свим његовим облицима. Емоционални аспекти се баве интензивним особним везама и емоцијама створеним између сексуалних партнера за време сексуалне активности. Физичка питања везана уз сексуалности су у распону од чисто медицинских промишљања до бриге о физиолошким или чак психолошким и социолошким аспектима сексуалног понашања.
У неким културама се сексуална активност сматра прихватљивим само у браку, иако су предбрачни и ванбрачни секс универзалне појаве. Неке сексуалне активности су илегалне у свим или само неким неким земљама, а неке се сматрају супротним друштвеним нормама. На пример, сексуална активност са особом испод узраст сексуалне сагласности и сексуално насиље се сматрају кривичним делима у многим државама. 